# University of Tennessee at Chattanooga
The University of Tennessee at Chattanooga je univerzitou, akreditovanou asociací SACS (Southern Association of Colleges and Schools), se sídlem v Chattanooze, ve státě Tennessee. Univerzita, často označována zkratkou UTC či jako "Chattanooga" (především ve vztahu k univerzitním sportům), patří mezi jednu ze tří univerzit a dvou dalších přičleněných institucí systému University of Tennessee (University of Tennessee System, UTS); zbylé dvě univerzity sídlí v Knoxville a Martinu.
UTC byla založena v roce 1886 jako původně soukromá "Chattanooga University," v roce 1889 byla přejmenována na "Ulysses S. Grant University." V roce 1907 univerzita změnila název na "University of Chattanooga", v roce 1969 se spojila se Zion College/Chattanooga City College a dala vzniknout "The University of Tennessee at Chattanooga" coby součásti systému University of Tennessee.

## Správa univerzity
Chattanooga využívá semestrálního systému, s pěti letními volitelnými mini-semestry. Vedení kampusu má na starosti rektor (chancellor), jenž se zodpovídá prezidentovi systému University of Tennessee. Současným rektorem UTC je Dr. Roger Brown.

## Studentská rada UTC (Student Government Association of UTC, SGA)
SGA je hlasem studentů, skládá se ze senátorů, kteří reprezentují obvody/fakulty, k nimž patří (např. College of Arts and Sciences).

## Obory
Nejznámějším oborem na UTC je obchod, jenž se umístil i v celonárodním žebříčku nejlepších oborů, a dále obory strojnictví, ošetřovatelství, anglistika a amerikanistika, chemie, účetnictví , psychologie, a pedagogika.
Univerzita nabízí přes 140 bakalářských hlavních oborů (tzv. major) a zaměření a přes 50 bakalářských vedlejších oborů (tzv. minor). UTC rovněž nabízí téměř 100 magisterských oborů a zaměření, mezi nimiž je i celonárodně oceňovaný magisterský obor průmyslová a organizační psychologie (Industrial and Organizational Psychology) a PhD programy v oborech pedagogika Education, počítačové inženýrství Computational Engineering, a fyzická terapie. Univerzita nedávno zahájila výměnné pobyty s jihokorejskou Kangnung National University of Kangnung , a dlouhodobě udržuje vztahy s dalšími univerzitami po celém světě, mj. i s Masarykovou univerzitou v Brně .

## Média a Publikace
Tiskoviny
- University Echo – studentské noviny
- Education About Asia – časopis o vzdělávání
- Sequoya Review – literární časopis
- Modern Psychological Studies Archivováno 6. 6. 2010 na Wayback Machine. – časopis vydávaný katedrou psychologie

Rádio
- WUTC
- The Perch Archivováno 4. 12. 2010 na Wayback Machine. Online rádio provozované studenty

## Výzkum
- SimCenter je simulačním střediskem a střediskem výpočetního inženýrství. V listopadu 2005 bylo SimCenter vyhodnoceno jako osmadevadesátý nejvýkonnější superpočítač.[5] V listopadu 2007 univerzita oznámila, že SimCenter bylo jmenováno Národním střediskem výpočetního inženýrství. SimCenter se také nedávno podílelo na akademickém výzkumu zdroje alternativní energie odhaleného Bloom Energy Corporation v Sunnyvale v Kalifornii.[6]

## Kampus
Univerzitní kampus je obsluhován autobusovými linkami 4, 7, 10, 14, 19, a 28 společnosti CARTA (Chattanooga Area Regional Transportation Authority). Linka č. 14 jezdí pouze v pracovní dny během podzimního a jarního semestru, tj. když na univerzitě probíhá plná výuka. Linka jezdí uvnitř i vně kampusu na ulicích McCallie, Houston, Vine, Douglas, Fifth, a Palmetto. Nedávné rozšíření linky obsluhuje také ulice Third, O'Neal a Central, stejně jako nemocnici Erlanger (Erlanger Hospital) a velké parkoviště u Engel Stadium. Všichni studenti/držitelé platného univerzitního průkazu (tzv. Mocs Card) mohou využívat služeb CARTA celoročně a zdarma.

### Knihovna
Lupton Memorial Library byla postavena v roce 1974, aby nahradila chátrající knihovnu John Storrs Fletcher Library (jež byla od té doby zrekonstruována a přejmenována na Fletcher Hall). Na počátku roku 2008 univerzita získala finanční zdroje na vybudování nové knihovny a v současné době probíhá stavba základů nové knihovny.

## Bratrstva a sesterstva
Sesterstva:
National Panhellenic Conference
- Alpha Delta Pi
- Chi Omega
- Kappa Delta
- Sigma Kappa
- Delta Zeta
- Phi Sigma Sigma (v současnosti neaktivní)
- Pi Beta Phi (v současnosti neaktivní)

National Pan-Hellenic Council
- Alpha Phi Alpha
- Alpha Kappa Alpha
- Delta Sigma Theta (za šikanu vykázána z kampusu)
- Sigma Gamma Rho
- Zeta Phi Beta
- Kappa Alpha Psi (za šikanu vykázána z kampusu)
- Omega Psi Phi
- Phi Beta Sigma

Bratrstva:
North-American Interfraternity Conference
- Delta Upsilon
- Kappa Sigma
- Lambda Chi Alpha (Zeta-Phi Chapter)
- Phi Delta Theta
- Phi Mu Alpha (činnost pozastavena do roku 2012)
- Pi Kappa Alpha
- Sigma Chi
- Tau Kappa Epsilon (na roky 2009-2013 vykázána za šikanu z kampusu)

Další organizace:
- Alpha Kappa Psi
- Sigma Alpha Iota
- Omega Phi Alpha

## Významní absolventi, studenti a učitelé
- Hugh Beaumont, herec 1927
- Burwell Baxter Bell, generál armády Spojených států 1968
- Dr. North Callahan, spisovatel a historik, jehož spisy a publikace jsou umístěny v Lupton Library 1919
- Gibby Gilbert, PGA TOUR profesionální golfista, 1963
- Dr. Irvine W. Grote, chemik, vynálezce aktivní přísady v Rolaidsu a Bufferinu, UC 1918; fakulta chemie, 1942–1969
- Dennis Haskins, herec, 1972
- Leslie Jordan, herečka, vítězka Emmy, 1982
- Terrell Owens, fotbalista, basketbalista,
- Johnny Taylor, basketbalista, 1997
- Gerald Wilkins, basketbalista, 1984
- Pez Whatley, fotbalista a první zápasník černé pleti na UTC, později profesionální zápasník
- Barry Moser, umělec and profesor, 1970.
- Charlie Long, basketbalista, fotbalista (NFL/AFL ALL-Pro)
- Mindaugas Katelynas, basketbalista, 2005

## Sporty
Barvami sportovních týmů UTC jsou námořní modř a zlatá. Mužským týmům a sportovcům se říká Mocs (podle mocking bird, drozd), ženským týmům a sportovcům pak Lady Mocs. Sportovní týmy UTC jsou součástí NCAA Division I (National Collegiate Athletic Association), Jižní konference (Southern Conference) a patří mezi 100 nejlepších sportovních programů v USA podle NASDA (The National Association of Collegiate Director’s of Athletics) 

### Basketbal
Program mužského basketbalu na UTC se řadí mezi nejlepší v Jižní konferenci od přičlenění do ligy v letech 1977-78. Mocs vyhráli deset titulů SoCon, a o nejvyšší počet titulů se dělí s původním členem konference Západní Virginií (West Virginia) a Davidsonem. Mocs také získali deset titulů vítěze základní části a sedm divizních titulů. V roce 1997 se Mocs pod vedením koučů Macka McCarthyho a Wese Moorea dostali až do Sweet Sixteen (osmifinále závěrečného turnaje NCAA Division I) coby čtrnáctý nasazený tým, a porazili Gergii a Illinois, než padli s týmem Providence. Před vstupem do Division I, v roce 1977, Chattanooga vyhrála národní titul v Division II. V červenci 2008 se tým objevil na 48. místě seznamu nejprestižnějších basketbalových univerzitních programů od roku 1984-85 podle televizní stanice ESPN.
Mocs vyhráli titul SoCon opět v roce 2009, když na domácí palubovce v McKenzie aréně porazili v souboji o titul tým Charlestonu 80:69 a zajistili si tak postup do závěrečného turnaje NCAA Division I, poprvé od roku 2005.
Lady Mocs jsou s patnácti tituly vítěze základní části, deseti nepřetržitými konferenčními tituly a čtrnácti celkovými konferenčními tituly nejúspěšnějším ženským basketbalovým programem v dějinách Jižní konference.

### Golf
Mužstvo mužského golfu vyhrálo v roce 2009 třetí konferenční titul za sebou a skončilo osmnácté ve finálovém turnaji NCAA.
Ženský golfový tým postoupil do finálového turnaje v roce 2009, hned ve druhém roce existence programu po jeho zrušení v polovině 80. let.

### Softball
Softballový tým UTC vyhrál jedenáctkrát základní část a deset turnajů SoCon. Sedmkrát se také dostal do finálového turnaje NCAA.

### Wrestling
V Chattanooze sídlí jediný wrestlingový program úrovně NCAA Division I v celém státě Tennessee. Mocs vyhráli v sezóně 2008-09 pátý titul SoCon za sebou.